# Ricardo de Baños
Pour les articles homonymes, voir Baños (homonymie).
Ricardo de Baños est un réalisateur espagnol né le 27 août 1882 et décédé le 8 avril 1939.

## Filmographie sélective
- 1908 : Don Juan Tenorio
- 1909 : Secreto de la confesion
- 1910 : Locura de amor
- 1911 : Don Pedro el Cruel
- 1912 : Les Amants de Teruel (Los amantes de Teruel)
- 1914 : Sacrifice (Entre ruinas)
- 1916 : Sangre y arena
- 1918 : Fuerza y nobleza
- 1933 : El relicario